# Саед Мохамед Аднан
Саед Мохамед Аднан (араб. سيد محمد عدنان‎; род. 5 февраля 1983, Эль-Маликия, Бахрейн) — бахрейнский футболист, защитник. Выступал за сборную Бахрейна.

## Биография
Свою футбольную карьеру начинал в клубе своего родного города «Малкия» за который дебютировал в Премьер-Лиге Бахрейна в 2003 году. В 2005 году перешел в катарский клуб «Аль-Хор» за который выступал до середины 2011 года.
5 апреля 2011 года власти Бахрейна арестовали, за участие в «насильственных незаконных акциях протеста», троих футболистов сборной Бахрейна Саеда Мохамеда Андана, Аала и Мохамеда Хубаилов. Местные правозащитники утверждали что эти футболисты, а также 150 спортсменов, женщин и администраторов были выбраны целями для наказания за участие в незаконных акциях против власти.
23 июня было объявлено, что Мохаммеда Хубайлу тайно судили и приговорили к двум годам лишения свободы специальным судом безопасности Бахрейна, созданным во время режима военного положения, введенным в марте 2011 года в связи с протестами. 24 июня ФИФА, руководящий орган мирового футбола, заявил, что просил футбольную власти Бахрейна предоставить информацию о случаях задержания игроков во время политических протестов.
После обвинений во вмешательстве власти в спорт, заключения Мохаммеда Хубайла и отстранения более 150 спортсменов, тренеров и арбитров за участие в антиправительственных акциях протеста, ФИФА предупредило Бахрейн о возможном отстранении федерации. Приостановление членства в ФИФА могло помешать Бахрейну принять участие в матчах квалификационного раунда Азиатских игр.
По данным Управления Верховного комиссара ООН по правам человека в Женеве, судебные процессы, имели признаки политического преследования, к тому же существовали серьезные опасения тем, что права обвиняемых в надлежащей процедуре не соблюдаются. 29 июня 2011 военный прокурор Сил обороны Бахрейна через Агентство новостей Бахрейна объявил, что «обвиняемые, которые участвуют в медицинских и спортивных преступлениях» были освобождены, но судебные процессы будут продолжаться в соответствии с законодательными процедур Бахрейна.
17 июля 2011 года в австралийских СМИ появилась информация о том, что Аднан находится на просмотре в лагере чемпионов А-лиги 2010/11 «Брисбен Роар». 16 августа 2011 года он подписал с клубом годовой контракт. 15 октября 2011 года дебютировал за клуб в матче против «Сиднея» выйдя на замену вместо Мэттью Юрмана на 87-й минуте. Свой единственный гол забил в другом матче против «Сиднея» во время исполнения штрафного на 95-й минуте матча 14 января 2012 года. 9 июля 2012 года клуб объявил что контракт с Аднаном не будет продлён и он вернется в Бахрейн.
28 июля 2012 года подписал однолетний контракт с кувейтским клубом «Аль-Араби» на сумму 500 000 долларов США.
В дальнейшем выступал за различные клубы Катара и Бахрейна.

## Международная карьера
Выступал за национальную сборную Бахрейна по футболу с 2004 года. В 2009 году он был номинирован на премию «Футболист года в Азии» в 2009 году, но награду получил Ясухито Эндо.
В финальном раунде квалификации к Чемпионату мира 2010 года он не забил решающий пенальти против сборной Новой Зеландии.

## Достижения
- Победитель А-Лиги: 1 (2011/2012)
- Победитель Премьер-Лиг1 Бахрейна: 2 (2015/2016, 2019/2020)
- Обладатель Кубка Короля Бахрейна: 1 (2015)
- Обладатель Кубка Футбольной Федерации Бахрейна: 1 (2015)
- Обладатель Суперкубка Бахрейна: 1 (2015)